# Наоми Ръсел
Наоми Ръсел (на английски: Naomi Russell) е артистичен псевдоним на американската порнографска актриса от еврейски произход.

## Биография
Наоми Ръсел е родена на 25 септември 1983 година в град Лос Анджелис, Калифорния. Самоопределя се като еврейка, нейният баща е бил равин.

## Награди
- 2006: CAVR награди: Звезда на годината
- 2007: AVN награда: Най-добра нова звезда[3]
- 2007: AVN награда: Най-добра POV секс сцена с Томи Гън – Jack's POV # 2[3]

## Частична филмография
- Chica Boom 34 (2005)
- Lethal Latinas 3 (2005)
- 3 Blowin' Me (2007)
- Blow It Out Your Ass (2007)
- Bubble Butt Bonanza 9 (2007)
- The Fantastic Whores 3 (2007)
- Mayhem Explosions 6 (2007)
- POV Casting Couch 15 (2007)